# Psychothérapie existentielle
 (juillet 2013).
Si vous disposez d'ouvrages ou d'articles de référence ou si vous connaissez des sites web de qualité traitant du thème abordé ici, merci de compléter l'article en donnant les références utiles à sa vérifiabilité et en les liant à la section « Notes et références ».
 (juin 2007).
La psychothérapie existentielle est une forme de psychothérapie, basée sur le modèle de nature et d'expérience humaine développée par la tradition existentialiste de la philosophie européenne. Elle se concentre sur des concepts universellement applicables à l'existence humaine, qui incluent la mort, la liberté, la responsabilité, et le sens de la vie. Au lieu de considérer des expériences humaines comme l'anxiété, l'aliénation, ou la dépression comme des manifestations de maladie mentale, la psychothérapie existentielle voit ces expériences comme des stades du processus normal de développement et de maturation d'un être humain. En facilitant ce processus de développement, la psychothérapie existentielle implique une exploration philosophique de l'expérience de l'individu, qui souligne sa liberté et sa responsabilité, pour donner plus de sens à sa vie et améliorer son bien-être.
La psychothérapie existentielle est à relier à la psychanalyse existentielle.

## Origine
L’origine de la psychothérapie existentielle peut être tracée jusqu'à la philosophie des Athéniens, par exemple dans les travaux de Socrate, Platon et Aristote.  
Le vrai départ de l’analyse existentielle en psychothérapie toutefois est marqué par le travail au début du XXe siècle de Karl Jaspers en Allemagne (1951, 1963, 1964), l’influence des philosophies phénoménologiques de Husserl (1913, 1929) et Heidegger (1927) et aussi de l’existentialisme de Jean-Paul Sartre (1939, 1943), mais surtout par le travail en santé mentale des psychiatres suisses Ludwig Binswanger (1946, 1963) et Medard Boss (1957, 1962, 1979, 1988).
Tous ont tenté de comprendre la condition humaine et de mettre en valeur la lutte existentielle quotidienne qui nécessairement et inévitablement amène des difficultés d’adaptation et de compréhension.  Il y a beaucoup d’intérêt contemporain pour une reprise moderne de l’analyse existentielle, basé par exemple sur le travail de Frankl (1946, 1955, 1967), May (1958, 1969, 1983), Laing (1960, 1961, 1967), Szasz (1961, 1965, 1992), Irvin D. Yalom (1980, 1989) et van Deurzen (1988, 1997, 2002, 2007).  Cette évolution thérapeutique commence à être intégrée dans la psychothérapie clinique en France, par exemple en sophia-analyse.